# Cinderella 2 – Träume werden wahr
Cinderella 2 – Träume werden wahr (Originaltitel: Cinderella II: Dreams Come True) ist ein Zeichentrickfilm aus dem Jahr 2002. Die Disney-Produktion entstand unter der Regie von John Kafka. Der Film erschien direkt auf Video und DVD.

## Inhalt
Als Cinderella von ihrer Hochzeitsreise mit ihrem Prinzen zurückkommt, soll sie das königliche Bankett ausschmücken, wobei ihre Visionen der Hofdame Prudence nicht gefallen. Sie entscheidet sich aber dazu es auf ihre Weise zu machen. Darüber hinaus wollen die Mäuse ihr eine Freude machen, indem sie ein Buch über die Ereignisse seit Cinderellas Rückkehr schreiben. Hilfe bekommen sie dabei von der guten Fee. Das Buch handelt davon, dass die Maus Jaques von der guten Fee in einen Menschen verwandelt wird, weil Jaques groß sein wollte, um Cinderella noch besser zu helfen. Leider erkennt Cinderella ihn nicht und er erkennt schnell, dass das Leben als Maus auch seine Vorteile hat, als er den König vor einem Elefanten rettete. Außerdem verliebt sich Cinderellas Stiefschwester Anastasia in einen Bäcker, wird aber von ihrer Mutter aufgehalten, da sie sich einen Grafen oder einen Herzog als Mann nehmen soll. Cinderella ist an dem Tag ebenfalls in der Stadt (als einfache Magd verkleidet) und hilft Anastasia hinter dem Rücken der Mutter, den Bäcker besser kennenzulernen. Ihr erster Plan klappt allerdings nicht, doch sie gibt nicht auf und nimmt Anastasia mit ins Schloss. Dort angekommen zeigt sie Anastasia ihre schöne natürliche Seite und bittet sie am nächsten Tag wieder in die Stadt zukommen. Dieser Bitte kommt Anastasia nach, wobei sie fast von ihrer Mutter erwischt wird. Als sie da ist, motiviert eine andere Frau den Bäcker dazu, Anastasia ein Herz aus Blumen zu schenken. Anastasia versteht dies allerdings falsch und rennt weg. Als sie zu einem Brunnen kommt, beginnt sie zu weinen. Der Bäcker kommt ebenfalls zu dem Brunnen und schaut sein Spiegelbild traurig an. Dann bemerkt sie Anastasia, die dann versteht, dass die Begegnung eben nur ein Missverständnis war. Sie umarmen sich. Schließlich kommt auch Anastasias Mutter, die von Drisella begleitet wird. Sie beschimpft Anastasia und den Bäcker und will Anastasia nach Hause zerren. Diese wehrt sich und erklärt ihrer Mutter ihren Standpunkt. Daraufhin geht ihre Mutter mit Drisella weg. Anastasia und der Bäcker leben fürderhin glücklich zusammen. Als das Buch fertig ist, überbringen die Mäuse es Cinderella. Diese freut sich sehr und beginnt direkt damit, etwas daraus vorzulesen.

## Produktion
Disneys Fernsehabteilung entschied sich 1999 für eine Zeichentrickserie auf Grundlage des Films Cinderella (1950). Den Auftrag erhielt das hauseigene japanische Animationsstudio. Das Vorhaben wurde jedoch nach zwei Jahren aufgegeben. Stattdessen sollte es zu einer Veröffentlichung im Heimkinomarkt kommen. Dafür wurden die bisher hergestellten drei Episoden mit einer Rahmenhandlung versehen.
Der Verkaufserlös brachte in den USA mehr als 120 Millionen Dollar ein. Der Erfolg führte zu mit Cinderella – Wahre Liebe siegt (2007) zu einer Fortsetzung.

## Synchronisation
Die deutsche Synchronisation erfolgte bei der Berliner Synchron GmbH Wenzel Lüdecke (heute: Iyuno Germany). Hilke Flickenschildt schrieb das Dialogbuch und übernahm die Dialogregie.
| Rolle            | Darsteller                | Synchronsprecher                               |
| ---------------- | ------------------------- | ---------------------------------------------- |
| Cinderella       | Jennifer Hale             | Marie Bierstedt                                |
| Prinz Charming   | Christopher Daniel Barnes | David Nathan                                   |
| Stiefmutter      | Susan Blakeslee           | Ursula Heyer                                   |
| Anastasia        | Tress MacNeille           | Julia Blankenburg                              |
| Drizella         | Russi Taylor              | Bianca Krahl                                   |
| König            | André Stojka              | Jürgen Kluckert                                |
| Großherzog       | (N.N.)                    | Norbert Gescher                                |
| Jaq              | Rob Paulsen               | Santiago Ziesmer                               |
| Karli            | Corey Burton              | Joachim Kaps                                   |
| Mary             | Russi Taylor              | Sabine Arnhold                                 |
| Gute Fee         | Russi Taylor              | Dagmar Altrichter und Maria Alexander (Gesang) |
| Prudence         | Holland Taylor            | Kerstin Sanders-Dornseif                       |
| Beatrice         | Russi Taylor              | Liane Rudolph                                  |
| Daphne           | Russi Taylor              | Sonja Deutsch                                  |
| Gräfin Le Grande | Russi Taylor              | Evelyn Meyka                                   |
| Bäcker           | (N.N.)                    | Dietmar Wunder                                 |
| Sängerin         | Brooke Allison            | Heike Gentsch                                  |

## Kritiken
„[…] dank einiger charmanter Momente ein leichtgewichtiger Zeitvertreib, bei dem allerdings die Songs verzichtbar gewesen wären.“